# Povos indígenas da Paraíba

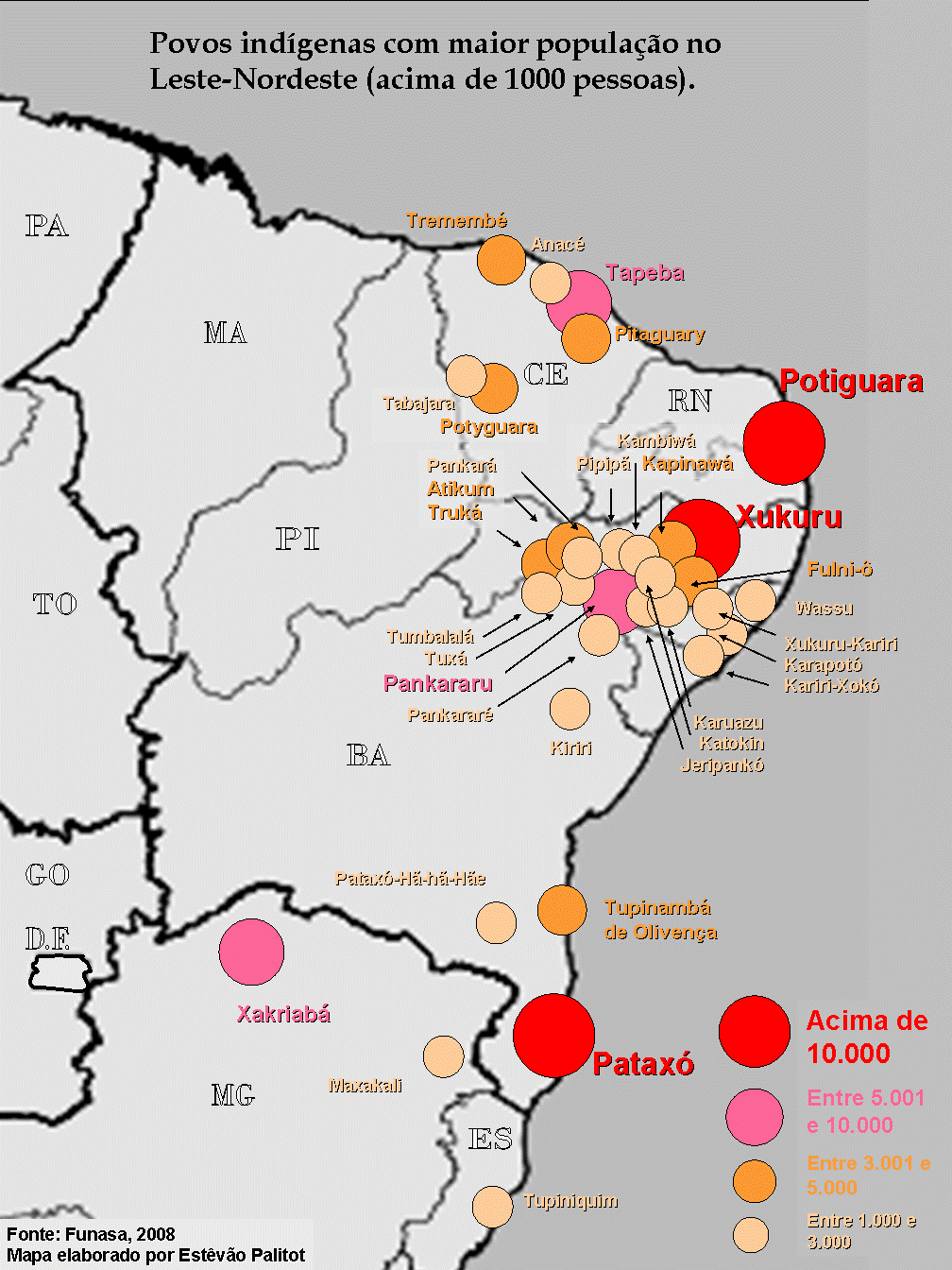
Etnia indígenas mais populosas no Leste-Nordeste.

De acordo com o Censo Demográfico de 2022, a Paraíba tem 30.140 pessoas indígenas, o que corresponde a 0,76% da população total residente no estado.

## Etnias
- Potiguaras, que vivem no Litoral Norte, junto aos limites dos municípios de Rio Tinto, Baía da Traição e Marcação (na Terra Indígena Potiguara, Terra Indígena Jacaré de São Domingos e Terra Indígena Potiguara de Monte-Mor); e no Ceará.[2]
- Tabajaras, que vivem no Litoral Sul, em Conde, Pitimbu e Alhandra e em bairros periféricos de João Pessoa.[2]

Os cariris e os tapuia-tarairiús reivindicam ancestralidade e vivem no semiárido paraibano.

## Histórico
Ao longo da história, a Paraíba foi povoada pelos seguintes povosː

### Povos

#### Povos Tupi
- Potiguaras
- Tabajaras

#### Povos da nação Kariri
- Cariris
- Tarairiús
- Tapuias
- Coremas
- Pegas
- Ariús
- Icós
- Cariús
- Caicós

#### Povos Xucuru
- Sucurus [5]

### Idiomas na região
- Língua dzubucuá
- Língua tarairiú
- Língua tupi
- Línguas jês
- Línguas cariris

### Principais guerras
- Confederação dos Kariris [6]
- Guerra dos Potiguaras
- Revolta de Mandu Ladino

## População
Os municípios com maior população indígena no Censo de 2022 foramː
| Município       | Proporção na população total (%) | População indígena (2022) | Terra Indígena                                   |
| --------------- | -------------------------------- | ------------------------- | ------------------------------------------------ |
| Baía da Traição | 7.992                            | 86,64                     | Terra Indígena Potiguara                         |
| Marcação        | 7.926                            | 88,08                     | Terra Indígena Potiguara, Jacaré de São Domingos |
| Rio Tinto       | 6.175                            | 25,12                     | Terra Indígena Potiguara, Jacaré de São Domingos |
| João Pessoa     | 2.809                            | 0,34                      |                                                  |
| Mataraca        | 1.000                            | 12,13                     |                                                  |
| Conde           | 548                              | 1,99                      |                                                  |
| Campina Grande  | 470                              | 0,11                      |                                                  |
| Mamanguape      | 446                              | 1,00                      |                                                  |
| Santa Rita      | 323                              | 0,22                      |                                                  |
| Bayeux          | 316                              | 0,38                      |                                                  |
| Cabedelo        | 276                              | 0,41                      |                                                  |
| Pitimbu         | 157                              | 0,94                      |                                                  |
| Pombal          | 104                              | 0,32                      |                                                  |
| Amparo          | 90                               | 4,03                      |                                                  |
| Lucena          | 89                               | 0,71                      |                                                  |

A cidade de Marcação, com uma população indígena de 88,08%, ocupa a sexta posição no ranking de cidades brasileiras com maior percentual de pessoas indígenas residentes no Brasil.

## Terras Indígenas
A Paraíba tem duas terras indígenas homologas. Na Terra Indígena Potiguara vivem 11.698 pessoas (93,69% indígenas), conforme dados do Censo de 2022. Fica localizada nos municípios de Baía da Traição, Marcação e Rio Tinto. Na Terra Indígena Jacaré de São Domingos vivem 456 pessoas (97,59% indígenas), conforme dados do Censo de 2022. Fica localizada nos municípios de Marcação e Rio Tinto.
A Terra Indígena Potiguara de Monte-Mor encontra-se na fase declarada.